# Raimondo Crociani
Pour les articles homonymes, voir Crociani.
Raimondo Crociani est un monteur italien né le 14 janvier 1946 à Rome et mort le 14 juin 2023 à Santa Margherita di Belice.
Il est particulièrement connu comme le monteur du réalisateur Ettore Scola.

## Filmographie partielle
- 1972 : Les ordres sont les ordres de Franco Giraldi
- 1972 : Elles sont dingues, ces nénettes de Steno
- 1972 : La Plus Belle Soirée de ma vie d'Ettore Scola
- 1973 : Poussière d'étoiles d'Alberto Sordi
- 1973 : Voyage dans le Fiat-nam d'Ettore Scola
- 1974 : Nous nous sommes tant aimés d'Ettore Scola
- 1974 : La poliziotta de Steno
- 1975 : À en crever de Sergio Martino
- 1976 : Le Patron et l'Ouvrier de Steno
- 1976 : Affreux, sales et méchants d'Ettore Scola
- 1976 : Fièvre de cheval de Steno
- 1977 : La toubib se recycle de Michele Massimo Tarantini
- 1977 : Une journée particulière d'Ettore Scola
- 1978 : Mes amours de Steno
- 1979 : La patata bollente de Steno
- 1980 : La Terrasse d'Ettore Scola
- 1980 : Le Coq du village de Steno
- 1981 : Passion d'amour d'Ettore Scola
- 1981 : Le Tango de la jalousie de Steno
- 1982 : La Nuit de Varennes d'Ettore Scola
- 1982 : Viuuulentemente mia de Carlo Vanzina
- 1983 : Les Aventures de Miss Catastrophe de Steno
- 1983 : Le Bal d'Ettore Scola
- 1983 : Sapore di mare de Carlo Vanzina
- 1987 : Da grande de Franco Amurri
- 1998 : Le Dîner d'Ettore Scola
- 1999 : Fantozzi 2000 – La clonazione de Domenico Saverni
- 2003 : Gente di Roma d'Ettore Scola
- 2005 : The Clan de Christian De Sica